# Onlineoplæsning
Onlineoplæsning er oplæsning af en tekst via en onlinetjeneste. Denne benytter sig af talesyntese. Online oplæsning anvendes til at gøre en tekst tilhængelig for personer med læsevanskeligheder. Kernen i online oplæsning er talesyntese, der typisk er placeret på en server hvortil brugeren sender den tekst der skal læses op. Talesyntesen oversætter automatisk teksten til tale (tekst til tale) som returneres til brugerens computer, hvor lyden afspilles.
Online oplæsning anvendes typisk til at gøre tekst tilgængelig for den gruppe borgere, der har ringe læsefærdigheder eller læsevanskeligheder (læsesvage og ordblinde).
 Der er for få eller ingen kildehenvisninger i denne artikel, hvilket er et problem. Du kan hjælpe ved at angive troværdige kilder til de påstande, som fremføres i artiklen.